# Тюмеревиль
Тюмереви́ль (фр. Thumeréville) — коммуна во французском департаменте Мёрт и Мозель, региона Лотарингия. Относится к кантону Конфлан-ан-Жарнизи.

## География
Тюмеревиль расположен в 30 км к западу от Меца и в 65 км к северо-западу от Нанси. Соседние коммуны: Аббевиль-ле-Конфлан на востоке, Муавиль на северо-западе.

## Демография
Население коммуны на 2010 год составляло 98 человек.
| 1962 | 1968 | 1975 | 1982 | 1990 | 1999 | 2010 |
| ---- | ---- | ---- | ---- | ---- | ---- | ---- |
| 124  | 111  | 103  | 96   | 89   | 86   | 98   |